# 孟希文
孟希文，字士焕，明朝山东承宣布政使司兖州府邹县（今山东省邹城市）人，亚圣孟子的第五十六代孙。

## 生平
洪武元年（1368年），明太祖下诏以孟子第五十四代孙孟思谅（孟希文的祖父）主持祭祀孟子，其家族世代免除徭役。孟思谅，字友道，其子孟克仁，字信夫，孟克仁之子孟希文。景泰三年（1452年），明代宗下诏，从颜子、孟子的后代中各选一位年长且贤德者，召至京城授官。孟希文被授予翰林院五经博士，主奉祀孟子事，子孙世袭这一职位。孟希文去世后，其子孟元袭职。

## 子孙
- 孟元，字长伯，弘治二年（1489年）袭职。
  - 孟公棨，字橐文，孟元之子，孟元去世后，因孟公棨年幼，由堂兄孟公肇代袭，孟公肇去世后，嘉靖十二年（1533年），仍由孟公棨袭职
    - 孟彦璞，字朝玺，隆庆元年（1567年）袭职
      - 孟承光，字永观，万历二十九年（1601年）三月初一日袭。天启二年（1622年），值白莲教之乱，不屈而死，诏赠太仆寺少卿
        - 孟弘略，孟承光长子，天启二年，同父死节，诏赠光禄寺寺丞
          - 孟闻玉，字龙甫，崇祯二年（1629年）袭职，无嗣，由堂弟孟闻玺袭

        - 孟弘誉，孟承光次子，字振扬，天启三年（1623年）袭职
          - 孟闻玺，孟弘誉子，字龙华，清顺治元年（1644年）袭职，未几卒
            - 孟贞仁，字静若，顺治元年（1644年）袭职，顺治三年，改授内翰林国史院世袭五经博士
              - 孟尚桂，字播馨，康熙五十五年（1716年）袭职
                - 孟衍泰，字懋东，康熙五十九年（1720年）袭职
                  - 孟兴铣（1718—1742年），字起辉，未袭早卒
                    - 孟毓瀚（1736—1762年），字锺北，乾隆十六年（1751年）袭，无嗣，由堂侄传梿袭职

                  - 孟兴𬭚，孟兴铣次弟
                    - 孟毓累
                      - 孟传梿（1764—1812年），字国模，乾隆四十五年（1780年）承祧大宗，袭职
                        - 孟继烺，字体耀，嘉庆二十年（1815年）袭职
                          - 孟广均（1800—1869年），字京华，乙酉科拔贡，戊子科举人，道光十二年（1832年）袭职
                            - 孟昭铨，字伯衡，四氏学廪生，同治十三年（1874年）袭职
                              - 孟宪泗（1850—1894年），字法鲁，光绪年间袭职
                                - 孟庆桓（1874—1894年），字颂武，早卒未袭，无嗣，次弟孟庆榕亦无嗣，故由三弟孟庆棠袭职
                                - 孟庆棠（1877—1944年），字泽南，孟宪泗三子，光绪二十年（1894年）代袭五经博士，三十一年正式承袭。民国3年（1914年）改为奉祀官，民国24年改称亚圣奉祀官
                                  - 孟繁骥（1907—1990年），字雪生，孟庆棠之子，民国28年（1939年）袭任亚圣奉祀官，民国38年奉令到台湾
                                    - 孟祥协（1933—2014年），孟繁骥长子，1990年袭任亚圣奉祀官。2009年7月，中华民国政府宣布奉祀官在下一任改为无给职。2014年5月3日孟祥协逝世
- 孟亨，孟希文次子
  - 孟公肇，孟亨之子，字先文，年少时好学，侍奉继母孔氏，以孝顺闻名，嘉靖二年（1523年），因孟元早逝而孟公棨年幼代袭，他去世后，仍由孟公棨袭职[2][3][4]